# Leprechaun 2
Leprechaun 2 (Brasil: O Retorno do Duende ) é um filme de terror produzido nos Estados Unidos em 1994, co-escrito por Mark Jones e Turi Meyer dirigido por Rodman Flender .

## Sinopse
O duende agora está atrás de Bridget, reencarnação de sua ex-noiva. A única pessoa que pode salvá-la é seu namorado Cody, perseguido pela polícia, que acredita que ele é o responsável pelos crimes cometidos pela pérfida criatura verde.